# 草地曲棍球
草地曲棍球，也称场地曲棍球（英語：Field hockey），是一種曲棍球运动。

## 规则
比赛在曲棍球场上进行，分两队，每队11人，分别担任守门员、前锋、中鋒、后卫等。现行的曲棍球规则当中，比赛时间为60分钟，并分为4节、每节15分钟，第1节和第3节比赛结束之后休息2分钟，中场休息15分钟。在2014年规则修改之前，比赛时间则为70分钟，分上下两半时，中场休息5-10分钟。比赛时，每人手执一根曲棍，用其平面击球，以射入对方球门多者为胜。其位置打法与足球运动相近，通常采用5-3-2阵形和4-3-3阵形，常用技术有挥击球、运球、接球、铲击球、推击球、推球、守门员踢球等。跟高爾夫球不同的地方：為免混淆，曲棍不設左撇子版本。

## 历史

### 古代
曲棍球运动起源久远，埃及的金字塔和古希腊的壁雕中都有类似曲棍球比赛的图像。

### 現代
现代曲棍球运动始于英国。1861年英国出现了第一个曲棍球俱乐部，1875年成立第一个曲棍球协会，1895年男子曲棍球比赛在英国首次举行，1908年伦敦奥运会列为比赛项目，1920年的安特卫普奥运会也有曲棍球比赛，而1912年的斯德哥尔摩奥运会和1924年的巴黎奥运会却不设此项目。巴黎奥组委拒绝曲棍球的理由是该项目没有国际组织。这极大地刺激了曲棍球运动的爱好者，于是由法国人莱奥泰（Paul Malltey）倡议，于1924年在巴黎成立了国际曲棍球联合会（简称国际曲联），創始國有奥地利、比利时、匈牙利、西班牙、法国、捷克斯洛伐克和瑞士。1971年，每隔2－3年举行1次世界杯曲棍球赛，各大洲每年还举行各种比赛。女子曲棍球运动的规则与男子相同。1896年，由于男子反对女子参加比赛，在英国伦敦成立全英女子曲棍球协会，1927年成立国际女子曲棍球联合会，1909年举行第一届女子草地曲棍球杯赛，1980年第二十二届奥运会列为正式比赛项目。1982年，国际曲棍球联合会和国际女子曲棍球联合会合并为现在的联合会。

## 中国与曲棍球运动
中国曲棍球运动开展较迟，1978年在黑龙江省齐齐哈尔市举行了首次正式比赛，1979年被列为第四届全运会的比赛项目。

## 外部連結
- The FIH – Fédération Internationale de Hockey (International Hockey Federation) – the game's international governing body
- FIH Rules of Hockey 2006 (pdf file)
- FIH Rules of Hockey 2007–08 (pdf file)
- FIH Rules of Hockey 2007/8 Briefing and Guidance for Umpires (pdf file)
- FIH Rules of Hockey 2009 (pdf file)
- FIH Rules of Hockey 2013 （页面存档备份，存于） (pdf file)
- "New hockey laws ended India's rule" （页面存档备份，存于）, Times of India, 27 February 2010 – summary of some historical rule changes